# Babes on Broadway
Babes on Broadway ist ein US-amerikanisches romantisches Filmmusical von Busby Berkeley unter Mitwirkung von Vincente Minnelli aus dem Jahr 1941. Drehbuchautor Fred Finklehoffe ist auch der Verfasser der ursprünglichen Geschichte. Die Hauptrollen sind mit Mickey Rooney und Judy Garland besetzt. Die Geschichte beschäftigt sich mit Jugendlichen, die eine eigene Show auf die Beine stellen. Nach Babes in Arms (1939) und Strike Up the Band (1940) ist dies der dritte Film einer Reihe von Hinterhof-Musicals über Kinder respektive Jugendliche, die sich nach oben gearbeitet haben. Kritiker waren der Ansicht, dass die Stars im dritten Film für ihre Rollen schon ein wenig zu alt gewesen seien.

## Handlung
Tommy Williams, Ray Lambert und Morton „Hammy“ Hammond, die in Nicks Bar in New York ihre Nummer „The Three Balls of Fire“, die Gesang und Tanz bietet, vortragen, müssen gehen, weil sie damit wenig erfolgreich sind. Obwohl Tommy so gut wie blank ist, sucht er nach der Frau, die einen Fünf-Dollar-Schein in die Trinkgeldbox getan hat, da er glaubt, dass dies ein Irrtum ihrerseits gewesen sei. Er findet sie und erfährt von Miss Jones, dass sie den Schein bewusst gegeben hat. Tommy bietet ihr daraufhin an, ihr die Stadt und vor allem den Broadway zu zeigen. Zu ihrer großen Überraschung erhalten die drei Männer am nächsten Tag einen Anruf aus dem Büro Thornton Reeds, des größten Produzenten am Broadway, was sie, wie sich herausstellt, Miss Jones zu verdanken haben, der rechten Hand von Reed. Sie hat für die drei einen Termin für ein Vorsprechen organisiert.
Während Hammy und Ray ihren Kumpels von dem Vorsprechtermin erzählen, stößt Tommy auf die weinende Sängerin Penny Morris, zu der er sich sofort hingezogen fühlt. Er spricht ihr Mut zu und begleitet sie sodann in ihr Heim, wo Tommy auf Pennys Vater, einen Klavierlehrer, und dessen Schülerin, die kleine Barbara Jo, trifft.
Das Vorsprechen am nächsten Tag gestaltet sich schwieriger als vermutet, bis Tommy auf die Idee kommt, sich gleichzeitig als eigener Produzent auszugeben. Zudem ist es notwendig die finanzielle Unterstützung für eine Wohltätigkeitsorganisation nachzuweisen. Als Tommy erfährt, dass Kinder aus benachteiligten Familien dieses Jahr wegen fehlender Mittel den Sommer nicht auf dem Land verbringen können, sieht er darin eine Chance. Mr. Stone, ein Manager, stimmt Tommys und Pennys Idee zu, Geld für die Kinder zu sammeln, indem man in einem angemieteten Siedlungshaus eine Nachbarschaftsparty mit Programm veranstaltet, in das auch die Kinder eingebunden werden sollen. Die Proben laufen gut und allgemeine Begeisterung für die am 4. Juli stattfindende Party macht sich breit. Tommys Idee hinsichtlich zwanzig britischer Flüchtlingskinder kommt bei Penny allerdings nicht gut an. Am Tag der Show hat er sich jedoch besonnen und es kommt genug Geld für die Siedlerkinder zusammen.
Bei einem Treffen mit Miss Jones, die ebenfalls auf der Party war, bietet diese ihm und seinen Freunden im Namen Reeds an, in dessen neuer Show aufzutreten. Tommy bittet Penny mit ihm zu kommen, sie aber kann und will die Kinder nicht enttäuschen. Daraufhin lehnt auch Tommy das Angebot ab, da er nicht ohne Penny sein will. Miss Jones ist so beeindruckt davon, dass sie ihnen gestattet, das seit langem geschlossene Duchess Theater für ihre Show zu nutzen und kann sogar erreichen, dass auch Reed für die Show zusagt. Nach anstrengenden Renovierungen und intensiven Proben beschert ihnen der Eröffnungsabend ein ausverkauftes Haus, allerdings hat Reed einen Rückzieher gemacht. Und dann kommt auch noch ein Stadtinspektor und untersagt die Show mit Hinweis auf nicht eingehaltene Brandvorschriften. Demoralisiert tritt Tommy vor das Publikum, um sich zu entschuldigen und erfährt, dass niemand sein Geld zurückhaben will, sondern im Gegenteil so mancher so gar mehr gezahlt hat, um den Kindern einen Sommerurlaub auf dem Land zu ermöglichen.
Nachdem Barbara Joes Eltern und einige andere Tommy Geld geben wollen, um seine Show doch noch aufführen zu können, was er jedoch ablehnt, trifft Reed ein und wird von Miss Jones davon überzeugt, sich eine private Aufführung der Show anzusehen. Einige Zeit später präsentiert Reed die Show des Trios unter dem Titel „Babes on Broadway“ in aufwendiger Produktion am berühmten Broadway.

## Produktion

### Produktionsnotizen, Hintergrund
Der von Metro-Goldwyn-Mayer gedrehte Film entstand in der Zeit vom 14. Juli bis 15. Oktober 1941, zusätzliche Szenen drehte man ab dem 7. November 1941.
Produzent Arthur Freed wählte einen Titel der die beiden früheren Filme widerspiegelte und verpflichtete Fred Finklehoffe, der schon das Drehbuch für Strike Up the Band geschrieben hatte, um abermals eine Geschichte über junge Leute zu erfinden, die den Schritt ins Showbusiness gehen wollen. Burton Lane engagierte er für die Musiknummern, die dieser zusammen mit seinem Bruder Ralph Freed und E. Y. Harburg schreiben sollte. Freed schrieb dann auch den oscarnominierten Song How About You?
Berkeley sorgte mit seiner aufwendigen Inszenierung der Produktion für Aufsehen, wozu auch der Song Hoe Down beitrug, bei dem Co-Star Ray McDonald Hilfe leistete. Er verbrachte neun Tage mit Proben und wirkte am Minstrel-Finale mit, das mehr als 100.000 Dollar kostete. Für Garlands großes Solo der Nummer Franklin D. Roosevelt Jones plante der Regisseur ein einziges Bild mit 38 verschiedenen Kamerafahrten. Das alles gestaltete sich schwierig, gab Berkeley aber am Ende Recht und ersparte dem Studio tausende von Dollars.
Alexander Woollcott, ein bekannter Schriftsteller, Journalist  und Literaturkritiker, erscheint zu Beginn des Films in einer kurzen Szene als er selbst. Die Sequenz spielt in einer seiner wöchentlichen Radiosendungen The Town Crier, in der er allen angehenden Künstlern rät, hart zu arbeiten, um ihre Träume zu verwirklichen, ein Star am Broadway zu werden. Es war Woollcotts erster erneuter Auftritt in einem Film seit er 1935 in dem Filmdrama Ein charmanter Schurke mitgewirkt hatte.
Im Hollywood Reporter war seinerzeit zu lesen, dass Shirley Temple ursprünglich für die Rolle der Barbara Jo vorgesehen war und Roy Del Ruth als Regisseur. Es wäre Temples erster Film bei MGM gewesen, stattdessen drehte sie jedoch das Filmdrama Papa braucht eine Braut (Kathleen). Der Film markiert das Kinodebüt von Margaret O’Brien, die zu einem der beliebtesten Kinderstars bei MGM in den 1940er-Jahren avancierte.
Obwohl Rooney und Garland im Film sehr junge Figuren verkörperten, bat Garland um einige freie Tage, da sie den Komponisten David Rose in Las Vegas heiraten wollte. Der Studioboss bestand jedoch darauf, dass sie umgehend wieder am Set zu erscheinen habe und nahm ihr auch übel, dass sie ihm die Möglichkeit genommen hatte, mit ihrer Hochzeit zusätzlich Werbung für den Film zu machen. Ironischerweise lernte Garland während der Dreharbeiten auch ihren zukünftigen zweiten Ehemann Vincente Minnelli kennen. Er war für einige ihrer Solonummern verantwortlich. Auch Rooney traf während der Filmarbeiten die Frau, die im Januar 1942 seine erste Ehefrau werden sollte: Ava Gardner, die das Studio besichtigte. Rooney bat die Schauspielerin sofort um eine Verabredung, was sie jedoch ablehnte, weil er zu diesem Zeitpunkt für eine Filmaufnahme als Carmen Miranda angezogen war.
Wie viele der Hinterhof-Musicals war auch Babes on Broadway mit vielen Talenten auf dem Vormarsch. Da war einmal Rooneys Tanzpartner Ray McDonald, der später in Musicalfilmen für MGM und Universal auftreten sollte, und zum anderen Richard Quine, der einer der angesehensten Regisseure der 50er-Jahre werden sollte. Die junge Donna Reed spielte die Sekretärin des Produzenten James Gleason und Margaret O’Brien gab ihr Kinodebüt in einer dramatischen Kinderrolle, was fast schon prophetisch auf ihre spätere Karriere als tränenreicher Kinderstar hindeutete. Dies war einer der ersten Hollywood-Musicalfilme, der zur Kenntnis nahm, dass man sich in der Zeit des Zweiten Weltkriegs befand.

### Songs im Film
Im Film sind Kompositionen von folgenden Komponisten zu hören: Jararaca, Vicente Paiva, Arthur Freed, Burton Lane, Harold J. Rom, Edgar „Yip“ Harburg, Ludwig van Beethoven, Roger Edens.

Einige der Gesangsnummern des Films wurden in Dokumentarfilmen über Filmmusicals der 1940er-Jahre verwendet, darunter die Hoe Down-Nummer, I’ve Got Ring on My Fingers, Mary, Yankee Doodle Boy, She Is Ma Daisy und Bombshell from Brazil/Mam yo quiero, in der Rooney die populäre 20th-Century-Fox-Schauspielerin Carmen Miranda verkörperte.
- Babes on Broadway von Burton Lane (Musik) und Edgar „Yip“ Harburg (Text),
gespielt vom MGM-Studio-Chor
- How About You? Burton Lane (Musik) und Ralph Freed (Text), Bruder des Produzenten Arthur Freed,
gesungen von Judy Garland und Mickey Rooney
- Anything Can Happen in New York, gesungen von Mickey Rooney, Ray McDonald und Richard Quine
- Hoe Down, gesungen von Judy Garland, Mickey Rooney, Six Hits and a Miss, The Five Musicfal Maids,
begleitet vom MGM-Studio-Chor
- Chin Up! Cheerio! Carry On! gesungen von Judy Garland und den Luke’s Episcopal Church Choristers,
begleitet vom MGM-Studio Chor
- The Farmer in the Dell, traditionelle Weise, gespielt auf der Hausparty
- Oh! Susanna von Stephen Foster
- Violinromanze Nr. 1 G-Dur, op. 40 von Ludwig van Beethoven

#### Ghost Theatre Sequenz
In einer Sequenz des Films, in der Tommy und Peggy über die Stars des Duchess Theaters nachdenken, verkörpern Garland und Rooney mehrere dramatische und musikalische Stars des späten 18. und 19. Jahrhunderts, darunter den Charakterdarsteller Richard Mansfield, Fay Templeton, Sir Harry Lauder, Blanche Ring, Sarah Bernhardt und George M. Cohan.
Arthur Freed bat Vincente Minnelli, einen seiner jüngsten Schützlinge, eine Szene zu entwerfen, in der Rooney und Garland ein historisches Varieté besuchen, was dazu dienen sollte, große Momente aus der Theatervergangenheit zu erschaffen. Dies erlaubte Rooney die Interpretation von She’s Ma Daisy als Sir Harry Lauder sowie Walter Hampden als Cyrano de Bergerac zu imitieren und George M. Cohans Yankee Doodle Boy zum Besten zu geben. Judy Garland kreierte Mary’s a Grand Old Name als Fay Templeton, I’ve Got Rings on My Fingers als Blanche Ring und sang als Sarah Bernhardt die Marseillaise. Zu einer besonderen Nummer wurde Rooney als Carmen Miranda, ausgestattet mit Plateauschuhen, Obstkorbhut und falschen Brüsten.
- Cyrano de Bergerac – Mickey Rooney als Richard Mansfield
- Mary’s a Grand Old Name – Judy Garland als Fay Templeton
- She’s Ma Daisy – Mickey Rooney als Harry Lauder
- I’ve Got Rings on My Fingers – Judy Garland als Blanche Ring
- La Marseillaise – Judy Garland als Sarah Bernhardt
- The Yankee Doodle Boy – Mickey Rooney und Judy Garland
- Bombshell from Brazil – Judy Garland, Mickey Rooney, Richard Quine,
Ray McDonald, Virginia Weidler, Anne Rooney, Robert Bradford und der MGM Studio Chor
- Mama Yo Quiero (Komposition von Vicente Paiva und Jararaca) – Mickey Rooney

#### Minstrel-Show-Sequenz
Um eine breitere Palette von Musikstilen in den Film einzufügen, wurde Roger Edens – über einen langen Zeitraum der Mentor Judy Garlands bei MGM – engagiert, der eine lange Minstrel-Sequenz mit Standards wie Swanee River und Waitin’ for the Robert E. Lee arrangierte. Des Weiteren erstanden sie ein Lied, das Harold Rome 1948 für den Broadway verwandte: Franklin D. Roosevelt Jones.
- Blackout Over Broadway (Judy Garland, Mickey Rooney, Ray McDonald, Virginia Weidler,
Richard Quine, Anne Rooney und der MGM Studio Chor)
- By the Light of the Silvery Moon (Ray McDonald)
- Franklin D. Roosevelt Jones (Judy Garland und der MGM Studio Chor)
- Old Folks at Home (Eddie Peabody Banjo für Mickey Rooney)
- Alabamy Bound (Eddie Peabody Banjo für Mickey Rooney)
- Waitin’ for the Robert E. Lee (Judy Garland, Mickey Rooney, Virginia Weidler,
Anne Rooney, Richard Quine und der MGM Studio Chor)
- Babes on Broadway – Finale (Judy Garland, Mickey Rooney, Virginia Weidler,
Ray McDonald, Richard Quine und der MGM Studio Chor)

### Veröffentlichung, Erfolg
Der Film hatte am 31. Dezember 1941 in New York Premiere, dreieinhalb Wochen nach dem japanischen Angriff auf Pearl Harbor, und bot dem Publikum eine Kulisse der Ablenkung. Im Januar 1942 kam er dann allgemein in die amerikanischen Kinos. Im April 1942 wurde er in Australien veröffentlicht, im Juli 1942 in Mexiko und im Dezember 1942 in Portugal. In Schweden lief er im April 1943 an, in Belgien (Brüssel) im Dezember 1945. Im Mai 1946 wurde er in Japan veröffentlicht, im Dezember 1946 in Dänemark und im Februar 1947 in Frankreich. In Spanien wurde er im November 1979 im Fernsehen gezeigt. Veröffentlicht wurde er zudem in Brasilien, Finnland, Griechenland, Ungarn, Italien, Polen, in der Sowjetunion und in Venezuela.
Babes on Broadway spielte an der Abendkasse mehr als den vierfachen Gewinn dessen, was der Film gekostet hatte, ein, was für MGM ein Grund war Rooney, Garland und Berkeley 1943 erneut in dem Film Girl Crazy zu vereinen. Der Ticketverkauf im Vereinigten Königreich wurde darüber hinaus dadurch gesteigert, dass Judy Garland in ihrer Rolle einer Gruppe britischer Kriegswaisen den mitreißenden Song Chin Up! Cheerio! Carry On! vorsang.

## Kritik
Babes on Broadway war ein sehr erfolgreicher Film, der besonders von der Beliebtheit der Stars Mickey Rooney und Judy Garland profitierte. Obwohl dies eines der musikalischsten aller großen Musicals von MGM wurde zeigten die Kritiker Ermüdungserscheinungen und beklagten sich, dass die beiden Stars des Films nun wohl mehr
für erwachsene Rollen geeignet seien. Das Publikum liebte sie jedoch auch in diesem Film.
TMP äußerte für The New York Times, wenn MGM sich auf eine Produktion einlasse, komme immer eine gute Arbeit dabei heraus, so auch in Babes on Broadway. Der Film biete eine atemberaubende Kulisse für die Minstrel-Show, die eine einzige rassige und wirklich unterhaltsame Episode sei, schränkte dann jedoch drastisch ein mit den Worten, in diesem ansonsten langweiligen und überlangen Potpourri aus Komödie, Drama, drittklassigen Witzen und Musik. Abgesehen von der gelegentlichen und angenehmen musikalischen Unterhaltung durch Miss Garland verdichte sich die Handlung mit einem banalen Unsinn über Mickey und Judy, die eine Hausparty-Show veranstalten wollen,  um Geld zu sammeln, mit dem sie einige benachteiligte Kinder aufs Land schicken wollen. TMP bemängelte auch die Szenen mit den englischen Kindern, denen Tränen über die Wangen rinnen, die Herzen berühren, aber auf die man dennoch besser verzichtet hätte, da sie dazu dienen würden, eine tragische Situation auszunutzen. Obwohl Rooney, wie üblich, nicht viel Platz für irgendjemand anderen lasse, schaffe es Judy Garland in den musikalischen Zwischenspielen aufzufallen, ebenso gelinge das dem anmutigen und leichtfüßigen Ray McDonald in einem kurzen Stepptanz.
Lisa Skrzyniarz schrieb für Crazy Cinema, man verstehe, warum Rooney/Garland so ein beliebtes Duo gewesen sei. Was diesen Film über Wasser halte, sei Rooneys enorme Energie und sein Charme sowie Garlands erstaunliche Stimme und ihr herzbewegendes Spiel. Sie seien ein gutes Team, das sich wunderbar ergänze. Sicher könne die Handlung besser sein, aber das Tempo sei so lebhaft, dass man kaum Zeit habe, das zu bemerken. Fazit: Ein Klassiker voller Spaß und Vitalität, der den Blues vertreibt.
In der Filmkritik auf der Seite Three Movie Buffs lobte man Rooney und Garlands erstes gemeinsames Lied im Film, den oscarnominierten Song How About You? als eine der einfachsten, aber erfreulichsten Nummern, die sie jemals in einem Film zusammen gesungen hätten. Ihr Auftritt vermittle pure musikalische Lebensfreude. Ein weiteres musikalisches Highlight sei Garlands mitreißende Interpretation von Chin Up! Cheerio! Carry On! ebenso wie der Vortrag zu Hoe Down, eine Nummer in der die beiden Stars zusammen mit einer riesigen Schar junger Künstler eine der überschwänglichsten musikalischsten Darbietungen böten, die je konzipiert, choreografiert, inszeniert und gedreht worden seien. Garland und Rooney seien in ständiger Bewegung, jeder scheine sich von der manischen Energie des anderen zu ernähren. Abschließend zog man das Fazit: Babes on Broadway habe zwar eine banale Handlung und eine peinliche Blackface-Nummer, sei aber bei all seinen Fehlern eine Arbeit von Genies wie Mickey Rooney und Judy Garland, die dafür geboren worden seien, auf der Bühne zu stehen.

## Auszeichnungen
- Burton Lane (Musik) und Ralph Freed (Text) waren 1943 mit ihrem Song How About You? in der Kategorie „Bester Song“ für einen Oscar nominiert, der jedoch an Irving Berlin und seinen Song White Christmas aus dem Tanzfilm Musik, Musik ging.